# Sven Oswald

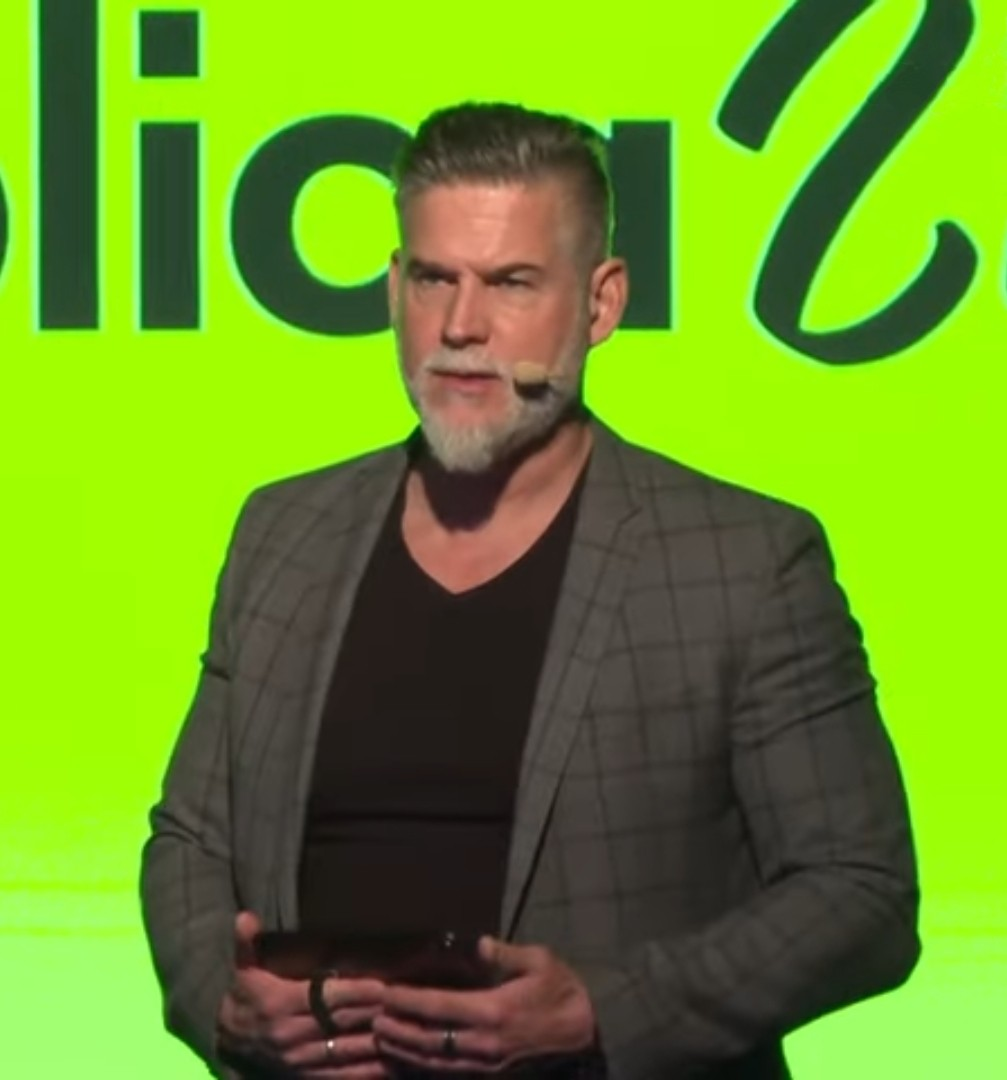
Sven Oswald (2023)

Sven „Svenna“ Oswald (* 9. Januar 1975 in Berlin-Spandau) ist ein deutscher Journalist, Radio-Moderator und -Sprecher, Schriftsteller sowie Synchronsprecher.

## Leben
Oswald wuchs im Bezirk Spandau seiner Geburtsstadt Berlin auf.

Mit 16 Jahren erhielt er den Spitznamen „Svenna“, mit dem er seither angesprochen wird. Ein ursprünglich begonnenes Lehramt-Studium für die Sprachen Englisch und Französisch gab er zugunsten seiner Tätigkeit beim Hörfunk auf.
1994 begann Oswald als Promotion-Kraft bei Radio B Zwei. Ein Jahr später arbeitete er dort als Aufnahmeleiter und verfasste Beiträge in den Bereichen Computer und Multimedia für Radio B Zwei und Inforadio. 1997 wechselte er zu Radio Eins vom Rundfunk Berlin-Brandenburg (RBB) und arbeitete dort zunächst als Aufnahmeleiter. Seit 1999 ist er dort auch als Moderator und Sprecher tätig. Er moderiert gemeinsam mit Daniel Finger die Sendung Zwei auf Eins auf Radio Eins sowie die Download Charts im MDR-Hörfunkprogramm Jump. Die Sendung Escape auf Radio Eins wurde ebenfalls über Jahre von ihm und seinem Kollegen Daniel Finger moderiert, diese wurde allerdings am 28. Januar 2012 eingestellt. Seit dem 27. April 2012 wird von Radio Eins die Sendung Freitagabend mit Daniel Finger und Sven Oswald live aus dem Admiralspalast in der Zeit von 19 bis 21 Uhr gesendet.
Im Jahr 2000 gründete Oswald gemeinsam mit seinen Radio-Kollegen Daniel Finger und Nico Nowarra eine Firma, die Drehbücher für Hörspiele und Computerspiele entwickelt und vertont. Seit April 2007 produziert er gemeinsam mit Daniel Finger und Thomas Günther Podcasts für Printmedien und Verlage zur Leserbindung und MP3-Dateien für Firmen zur internen Kommunikation. Außerdem war Oswald 2012 Synchronsprecher zu einer Nebenrolle im Film Savages.
Oswald moderiert die YouTube-Kanäle VIP-Magazin, LeinwandTV und Svenna macht Zeugs, wobei er bei den letzten beiden Kanälen auch der Betreiber ist. Seit September 2022 ist er gemeinsam mit Leo Grützner einer der Hosts des offiziellen Yps-Podcasts.
Oswald hat zwei Kinder und lebt mit seiner Ehefrau in Berlin.

## Bücher
- 2005 – Tagebuch eines Egomanen. ISBN 3-378-00666-8.